# Мінога річкова
Міно́га річкова́, або міно́га річкова́ європе́йська (Lampetra fluviatilis) — водна тварина родини міногових. Веде паразитичний спосіб життя. Вид занесений до Червоного списку МСОП та ряду інших природоохоронних документів.

## Опис
Загальна довжина сягає для прохідних особин 25-48 см при вазі 150 г, для озерних — до 28 см. По краях верхньощелепної пластинки розташовано по 1 зубу, на нижньощелепній зазвичай розміщуються 7 зубів. Верхні губні зуби числом від 4 до 13 розташовані невпорядковано. Внутрішніх губних зубів — 3, з них верхній і нижній двоподільні, середній трироздільний. Зовнішніх бічних зубів немає. До моменту нересту спинні плавники робляться вище і стикаються, у самок з'являється анальний плавець, у самців — урогенітальна папілла. Відрізняється від близького виду струмкової міноги насамперед більшими розмірами тіла і гострими зубами (тупі під час нересту), більш дрібної ікрою і тим, що кишківник у дорослих особин функціонує. Мігруючі міноги мають металевий бронзовий колір, в річці вони робляться матовими і темно-синіми. Спина і боки темно-сірі, які трохи відливають металевим блиском, черево світло-жовте або матово-біле.

## Поширення
Мешкає у басейнах річок Північного і Балтійського морів від Франції та Англії до Швеції, Фінляндії та Росії. Окремі популяції поза основного ареалу зустрічаються також в Італії.

## Спосіб життя
Полюбляє великі річки. Живиться в естуаріях рік або близько морського узбережжя, супроводжуючи зграї оселедця, шпрота, тріски, її жертвами можуть бути лосось, скумбрія, корюшка. Причому за типом живлення це не тільки паразит, що живиться кров'ю риб, але і паразит із задатками хижака, так як в травному тракті міноги знайдені фрагменти м'язів, кістки, луска, кишківник, гонади і серце жертв (оселедець, шпрот, корюшка). У річці прохідна мінога не живиться, кишківник дегенерує. Екологічні форми в озерах присмоктуються до ряпушки, сига, кумжи, плітки. Личинки (так звані «піскорийки») живуть як на основному руслі, так і біля берегів на замулених ділянках, але іноді трапляються серед заростей макрофітів, ведуть прихований спосіб життя, зариваються в ґрунт. Вони живляться детритом, діатомовими та іншими дрібними водоростями, але можуть споживати також дрібних червів та ракоподібних.
Дрібна форма стає статевозрілою при довжині 18-25 см, як виняток при 12,5 см і стадія піскорийки триває 2-3 роки. Підйом міноги в річки буває навесні і восени, деякі особини мігрують навіть взимку. Міграції міноги в річці бувають в нічний час. У них чітко виражена негативна реакція на світло, тому інтенсивність ходу залежить від фази Місяця.
У річці відбуваються помітні як зовнішні, так і внутрішні зміни: дозріває ікра та сперма, кишківник дегенерує й перетворює в тонкий тяж, зуби стають тупими, збільшуються спинні плавці і скорочується просвіт між ними. У самок збільшується спинний плавець, у самців з'являється статевий сосочок. Зменшується не лише вага міног, але і їх довжина.
Нерест відбувається в травні-червні, частіше при температурі води 10-14°С, на кам'янистих перекатах. Самець будує гніздо, самка відкладає ікру. Нерест частіше груповий, з однією самкою на нересті до 6 самців, зазвичай в одне гніздо відкладають ікру більше 2 особин. Відкладається від 650 до 40000 ікринок овальної форми, розміром близько 1 мм, її обсяг збільшується перед нерестом і після запліднення. Незабаром після нересту дорослі особини гинуть. Період інкубації ікри триває 13-15 днів при температурі 13-14°С і 11-13 днів при 15,5-17,5°С. Личинки при виході з ікри мають довжину 4 мм, вони залишаються в гнізді 4-5 днів, після чого скочуються вниз за течією, зариваються в мул і починають активно харчуватися.
Тривалість життя до 10 років.

## Охорона
На більшій частині ареалу стан природних популяцій виду залишається більш-менш стабільним. Але в окремих регіонах спостерігається тенденція до зниження чисельності популяції. Саме тому він, згідно Червоного списку МСОП, отримав охоронну категорію «вид, близький до стану загрози зникнення». Крім того, вид занесений до Бернської конвенції (Додаток III. Види фауни, що підлягають охороні), а також до Директиви Європейського Союзу 92/43/ЄС «Про збереження природних оселищ та видів природної фауни і флори» (Додаток II. Види рослин і тварин, що становлять особливий інтерес для Європейського Союзу, збереження яких потребує створення територій особливої охорони).

## Господарське значення
Важливий промисловий вид, особливо в Росії, Фінляндії, Швеції, Естонії, Латвії. Річкова мінога — цінний харчовий продукт з високими поживними і смаковими якостями. Смажена і маринована мінога користується великим попитом в країнах Балтії. Царнікавська мінога — традиційний продукт Латвії. Міног смажать на деках в особливих печах, попередньо ретельно очищаючи їх солоною водою від слизу. Відсутність жовчі, кісткової тканини і залишків їжі в кишківнику дозволяє вживати її в їжу повністю, без відходів.